# Astley Cooper
Sir Astley Paston Cooper, 1st Baronet (Norfolk, 23 de agosto de 1768 — 12 de fevereiro de 1841) foi um cirurgião e anatomista britânico.
É reconhecido por trabalhos sobre otologia, cirurgia vascular, anatomia e patologia das glândulas mamárias e dos testículos, e patologia e cirurgia de hérnias.